# 圣雅各伯堂 (波城)

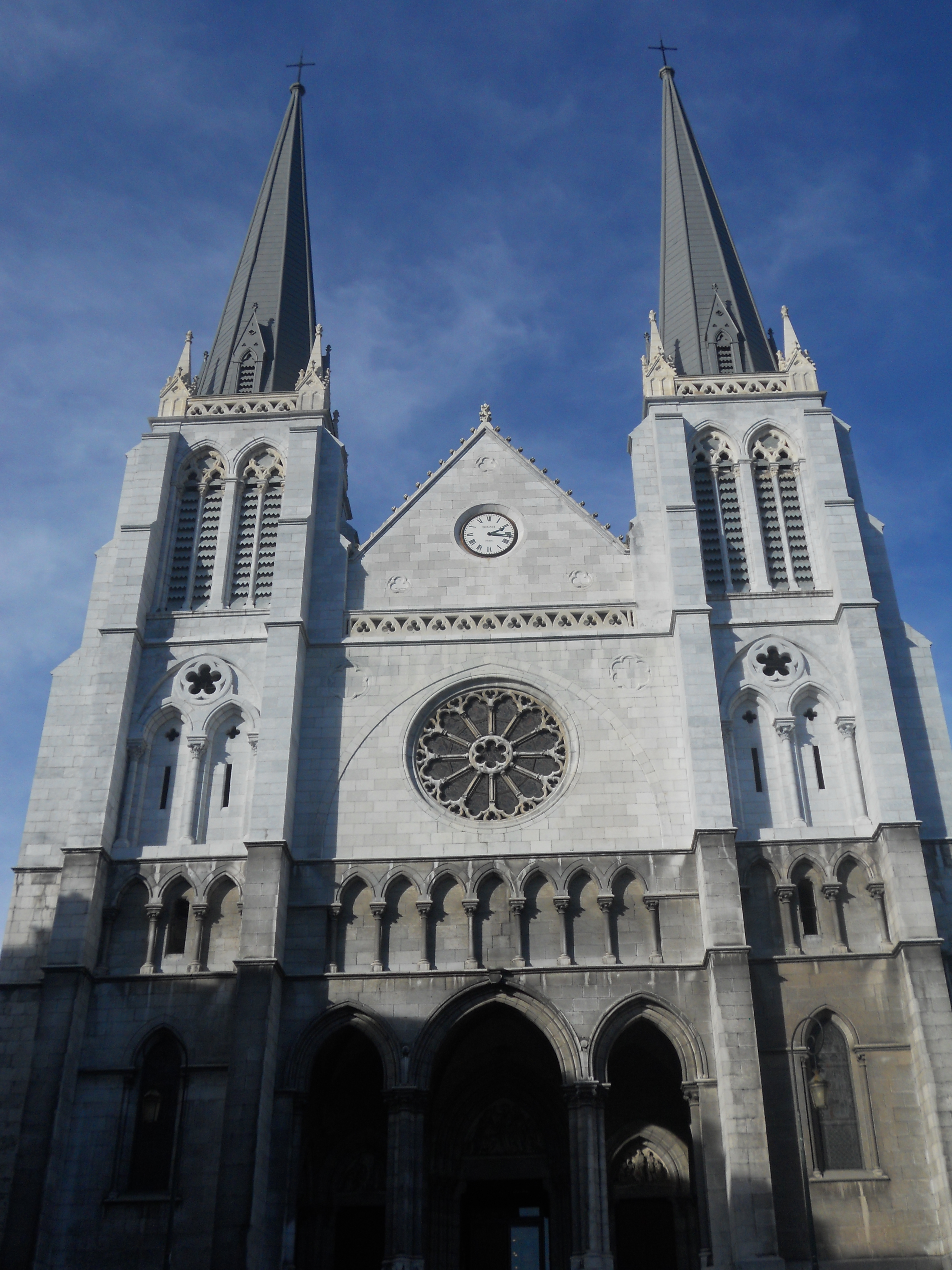

圣雅各伯堂（法語：Église Saint-Jacques de Pau）是一座罗马天主教堂区教堂，位于法国新阿基坦大区大西洋比利牛斯省波城市中心，靠近法院。该堂奉圣雅各伯为主保，属于天主教巴约讷教区。
1990年，该堂公布为法国历史遗迹。

## 历史
该堂位于一座建于1651年的小堂的遗址上，后者受到前往西班牙圣雅各伯圣殿朝圣者的欢迎。
19世纪，这座城市的两个堂区教堂，圣玛尔定堂和圣雅各伯堂都太小，无法容纳越来越多的信徒。因此，市政厅选择在比利牛斯大道（Boulevard des Pyrénées）建造一座新教堂，以欢迎来自欧洲各地富有的游客。1860年发起了一次设计征稿，建设新堂，以取代老化的圣雅各伯堂。1861年，建筑师 Émile Loupot 获选。1868年教堂竣工，比圣玛尔定堂早了三年。

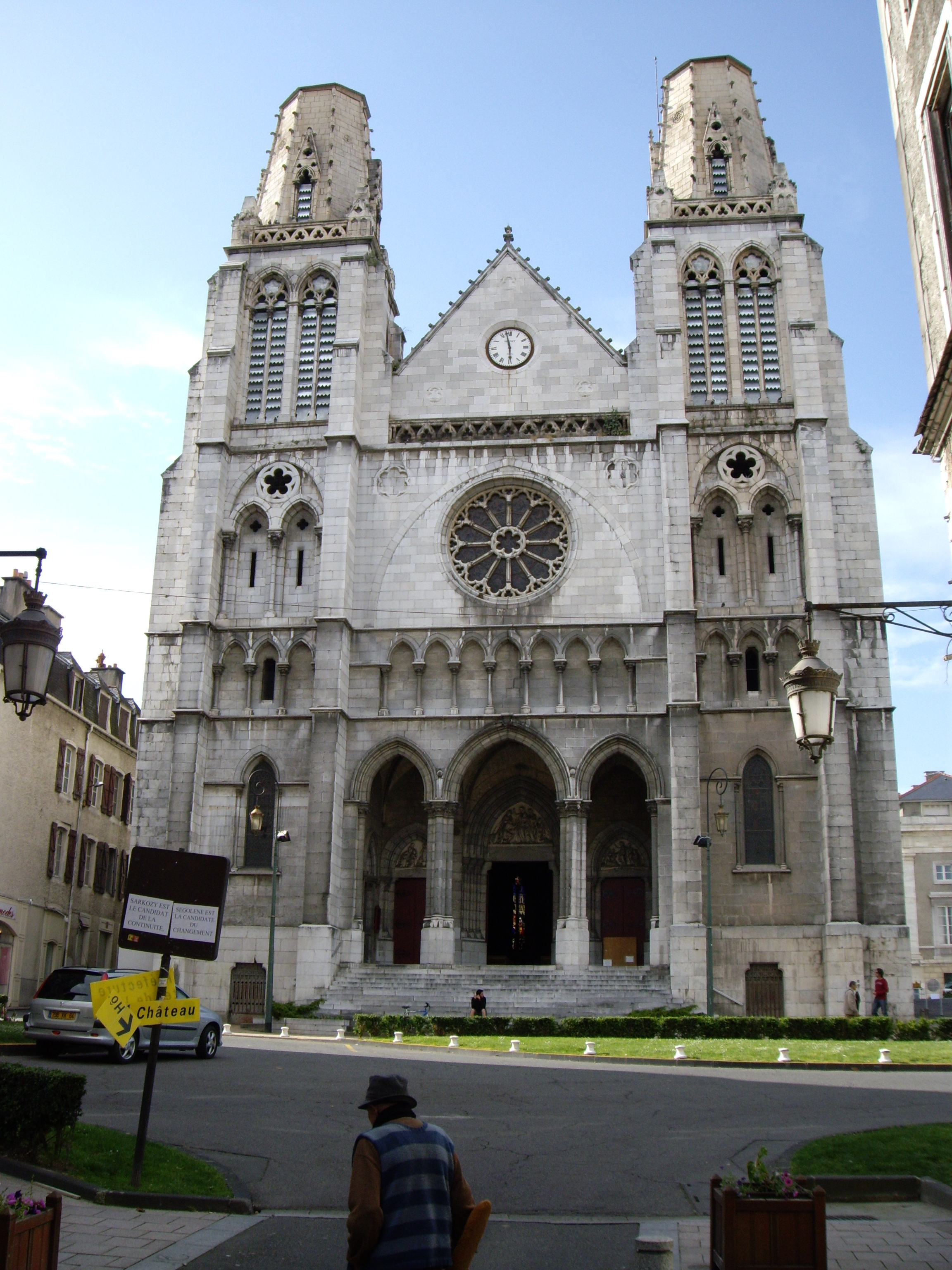
没有尖顶的圣雅各伯堂

时间的磨损，以及1999年的风暴，破坏了教堂的两个尖顶。2001年，市政厅决定拆除尖顶。10多年后，市政厅决定投入近150万欧元修复两个尖顶。2012年完成，两个尖顶高22米（先前高17米），每个重19吨。

## 建筑
该堂是一座新哥特式风格的建筑，拥有三个中殿、耳堂和咏经席。花窗玻璃的创作委托给来自克莱蒙费朗的玻璃大师 Émile Thibaud。小堂的花窗玻璃由 Mauméjean 家族新艺术运动风格制作。长61.5米，宽24米，高40米。

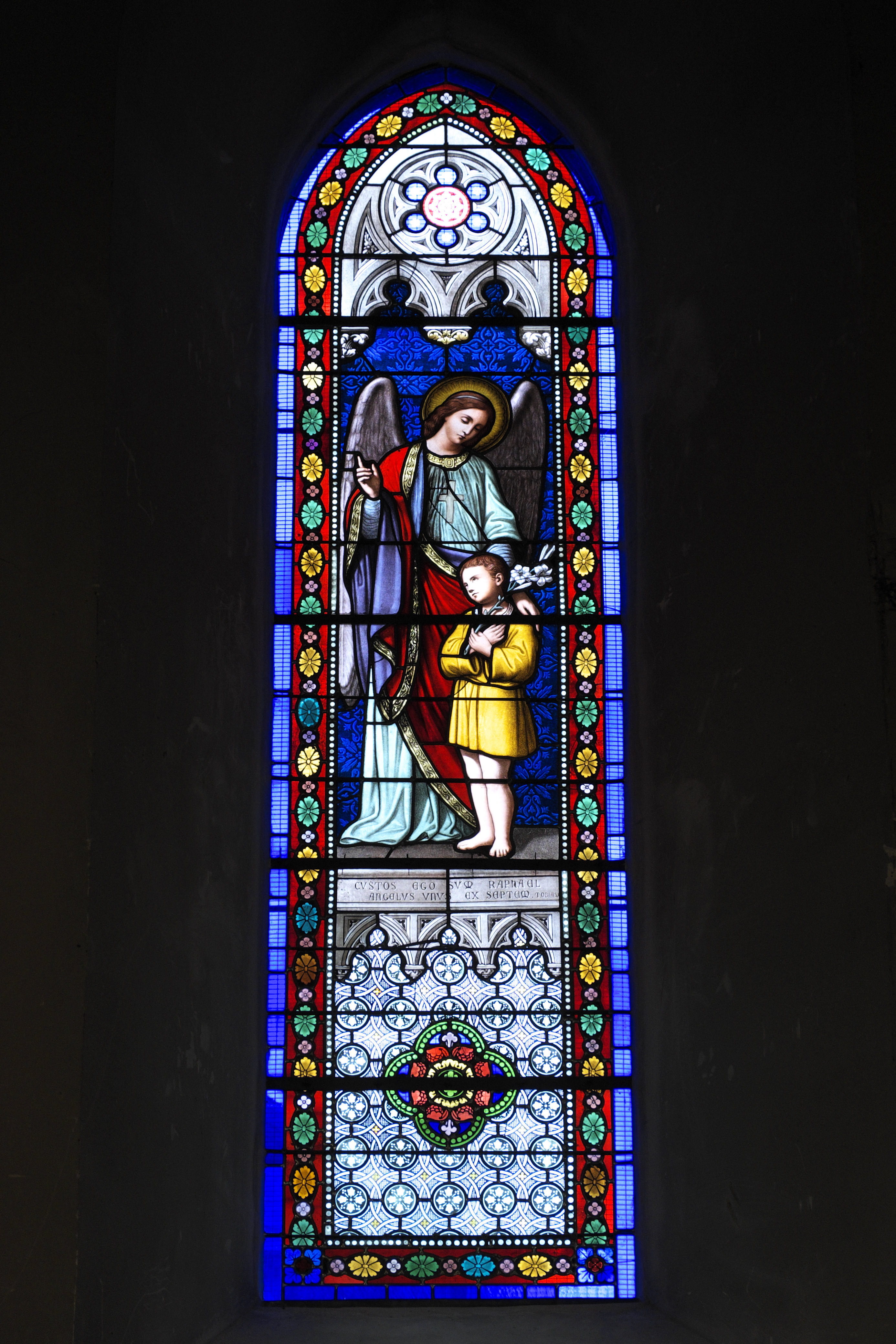
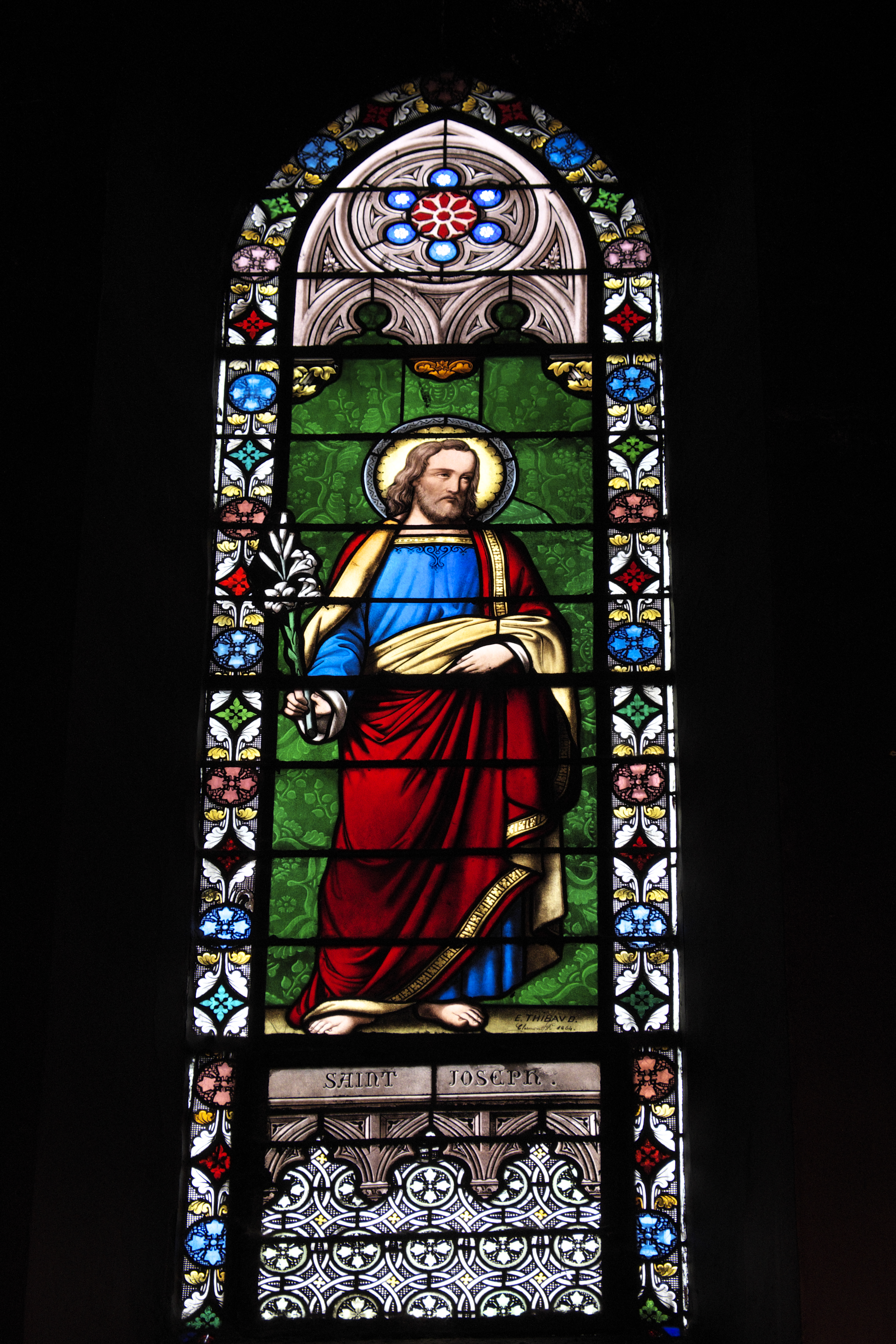
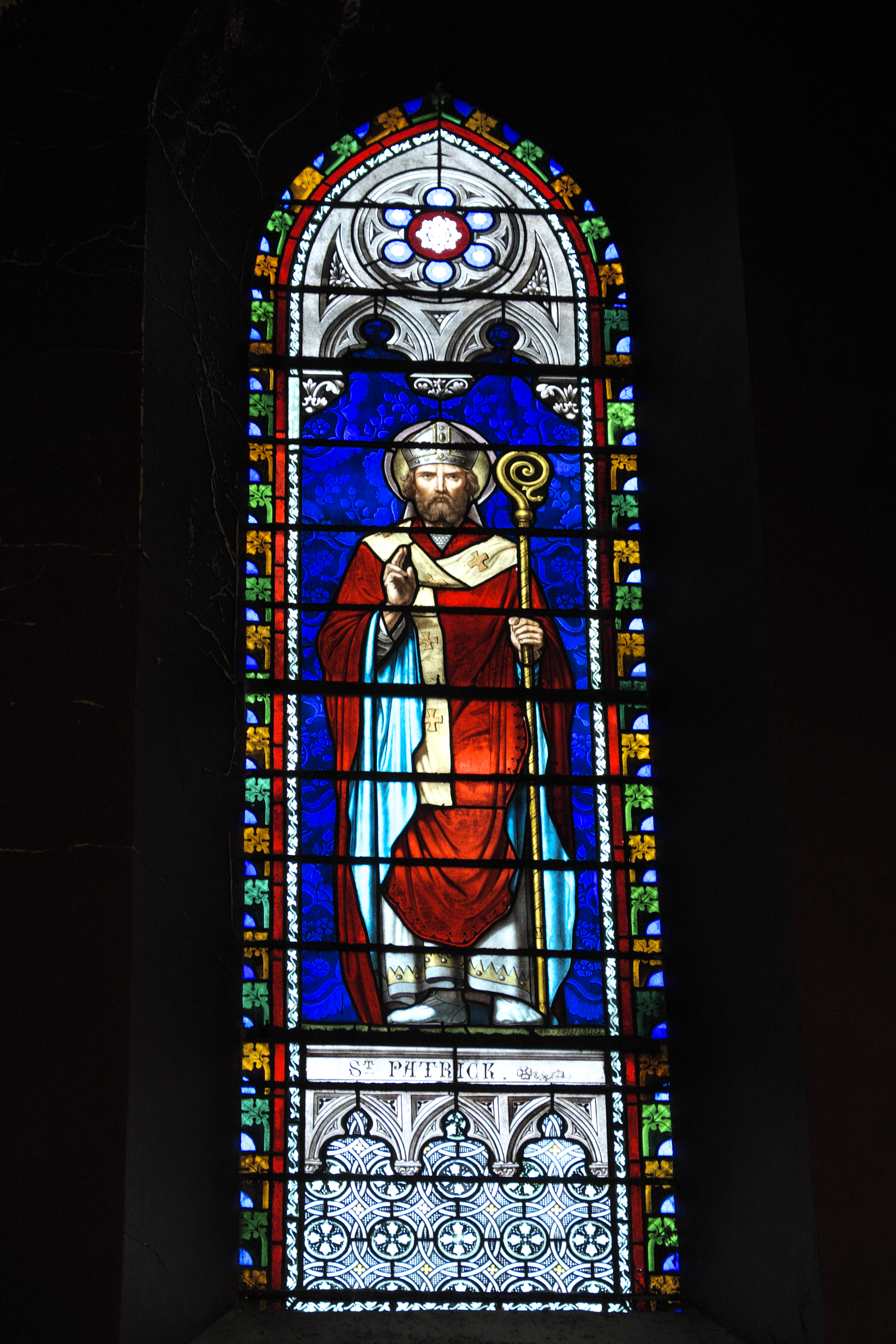
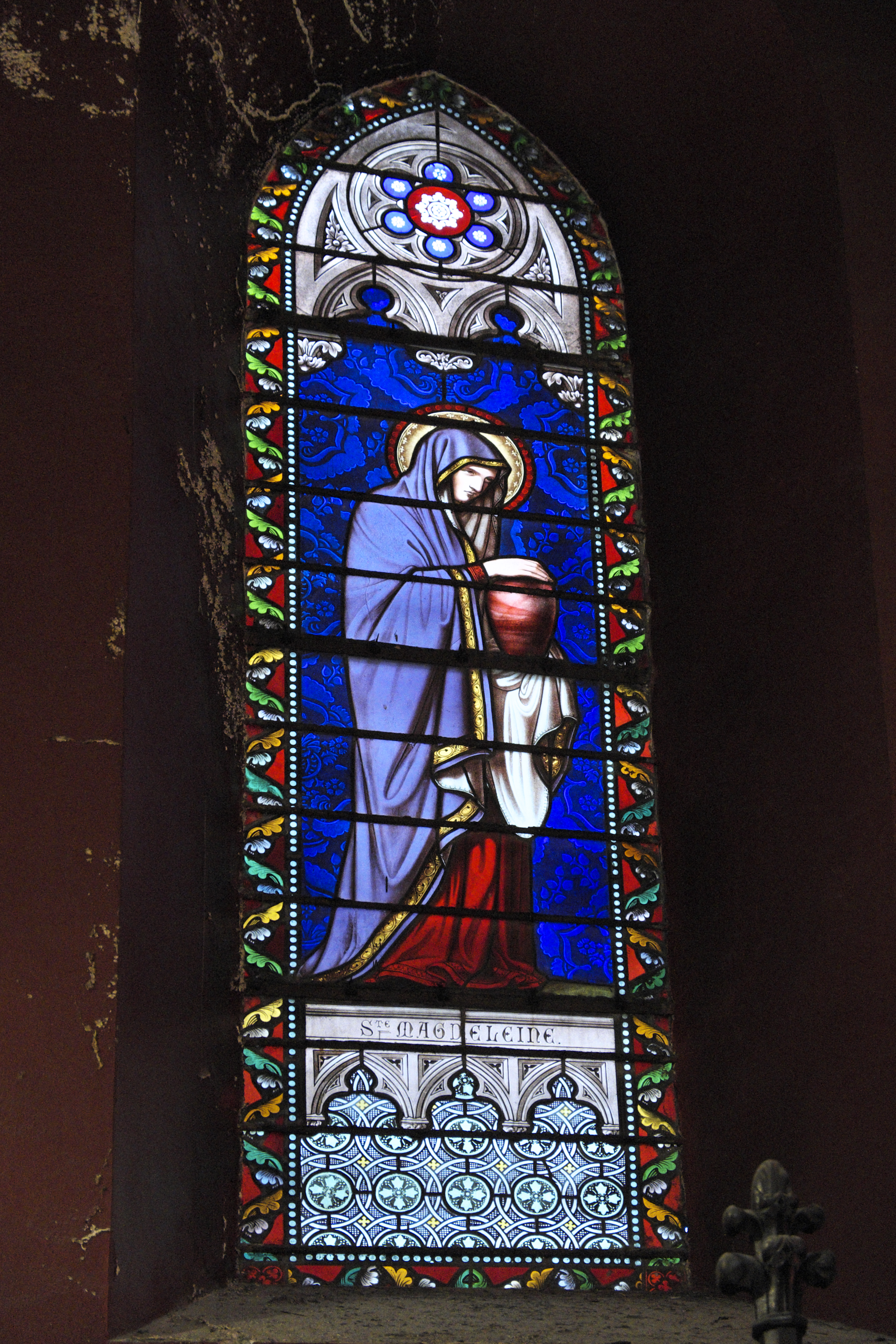